# Casa de Cristal

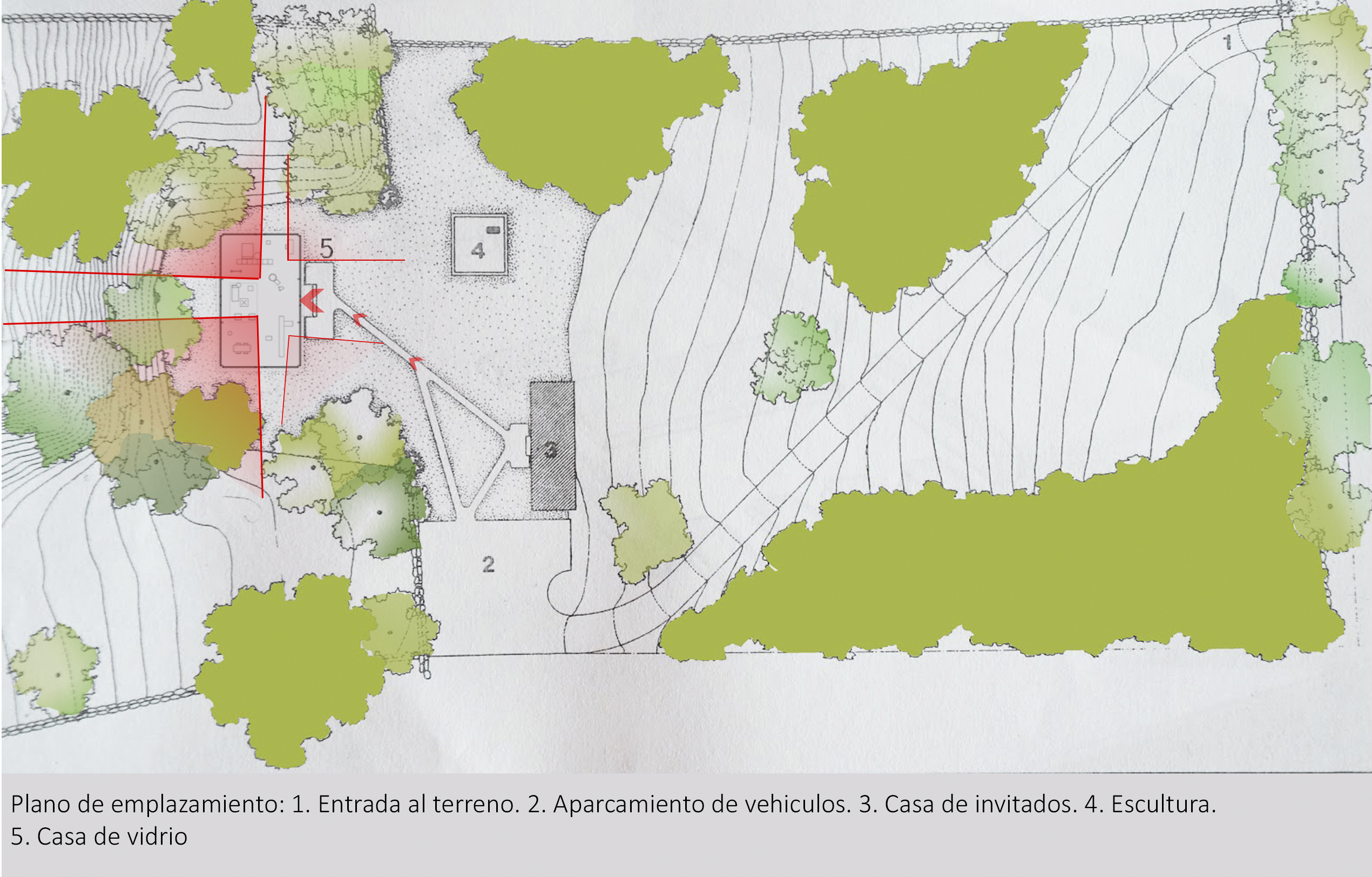
La casa tiene como objetivos sus vistas desde el interior hacia el exterior generando que los muros sean los propios límites naturales de la ubicación

La Glass House, o Casa de Vidrio, diseñada por Philip Johnson para su tesis de la Universidad de Harvard y su residencia desde su construcción hasta su muerte, es la obra más famosa del arquitecto y a la vez la más controvertida, ya que fue una de las precursoras del estilo moderno y el uso de nuevos materiales.

## Historia
Philip Johnson se inspiró en la frase de Mies Van der Rohe «less is more» (menos es más), base para el diseño de la casa, ya que su objetivo era lograr simplicidad y claridad en la obra. Marcó un punto importante en la búsqueda de la transparencia y la flexibilidad de la modernidad que, sin lugar a dudas, representa el extremo de la desmaterialización de la arquitectura.
Fue un proyecto muy polémico, alabado y criticado, debido a que algunos lo consideraban un modelo poco confortable para ser habitado pero, a la vez, la transparencia del material fue algo innovador, porque ya no son los muros los que contienen un espacio interior, sino la propia vegetación existente en su emplazamiento. La propuesta de Johnson fue adaptarse al terreno para poder ubicar la casa en el mismo, manteniendo su continuidad original y sin intervenir a gran escala en la naturaleza existente. Es así que la Casa de Cristal es un ensayo de mínima estructura, geometría, proporción y efectos de transparencia y reflexión. La casa sigue la línea constructiva de la época, ya que se había comenzado a innovar con diferentes materiales como el acero, hormigón y vidrio en paneles, gracias a los avances tecnológicos que habían surgido en el momento. Fue diseñada paralelamente a la Casa Farnsworth de Mies Van der Rohe, la cual cumplía con la misma tipología constructiva que la casa de Johnson.

## Ubicación
Se encuentra situada en New Canaan, Connecticut, Estados Unidos, en un terreno privado que el arquitecto heredó de la familia Johnson, donde, además de la Casa de Cristal, diseñó la Casa de Ladrillo (para visitas) y el Pabellón del Lago, de uso recreativo. Un recorrido a través de un sendero une y conecta estas tres obras del arquitecto.
El proyecto de la Casa de Cristal se ubica en una finca de 190 000 m², oculto a la vista de todo público, donde la naturaleza era lo más importante en el emplazamiento, ya que se encontraba cercano a un estanque y a una bajada con fuerte pendiente que remataba en un lago. Los árboles son la única barrera con la que cuenta la casa y, a la vez, funcionan como muros de contingencia.

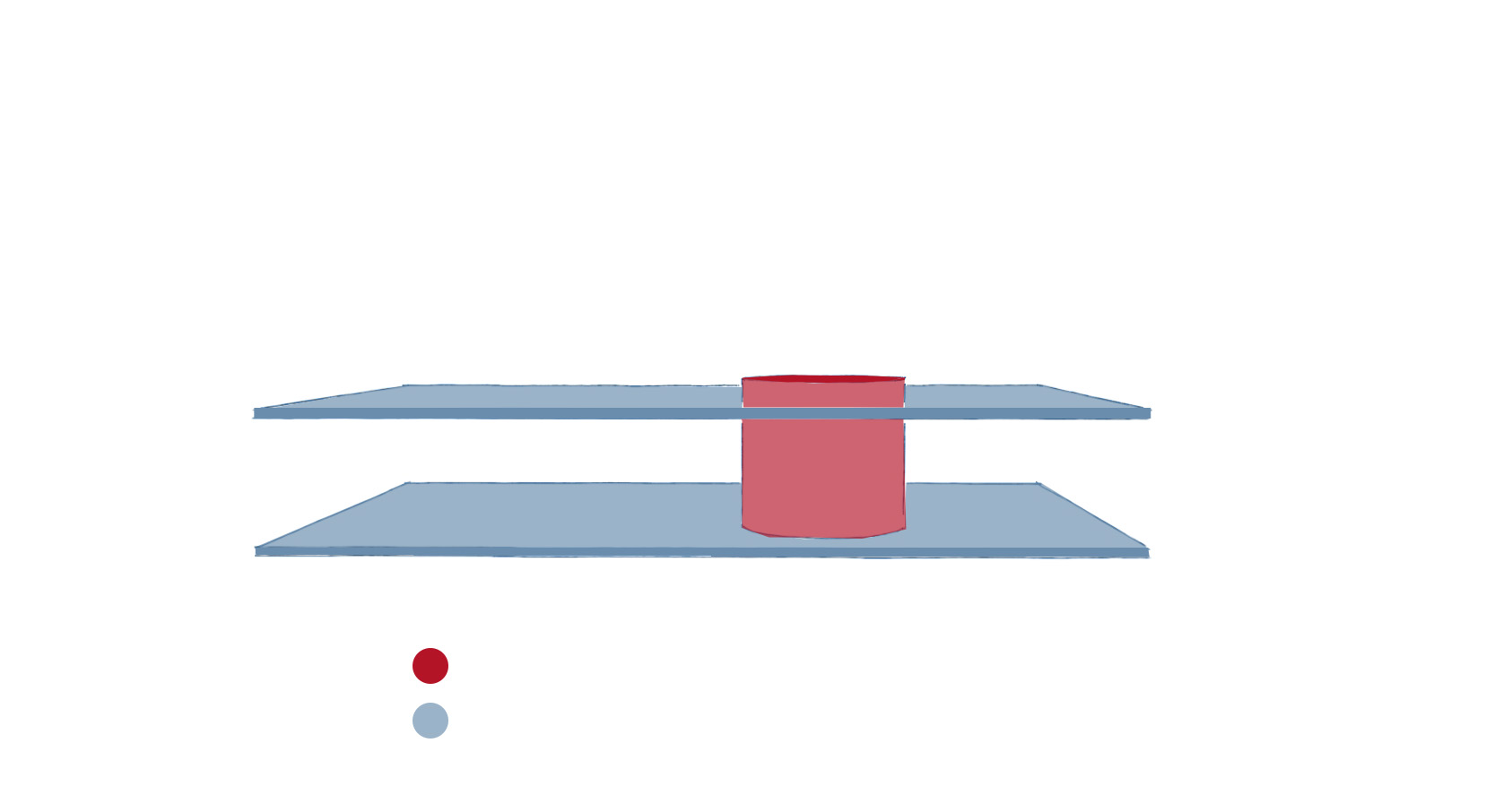
Diagrama que muestra la forma estructural de la casa

## La casa
La Casa de Cristal posee una estructura metálica muy ligera que no oculta ni dificulta la visión hacia el exterior, ya que todas las paredes son vidriadas, permitiendo ver lo que pasa de un extremo a otro. La transparencia del cristal hace de este espacio un volumen muy ligero.
La planta del edificio parte de un cubo, cuyo contorno se forma solo gracias al fino trabajo de herrería de acero pintado de negro que hace que pase desapercibido en el paisaje, ya que la casa se encuentra dentro de un recinto rodeado de árboles, permitiendo que se mezcle con el entorno.

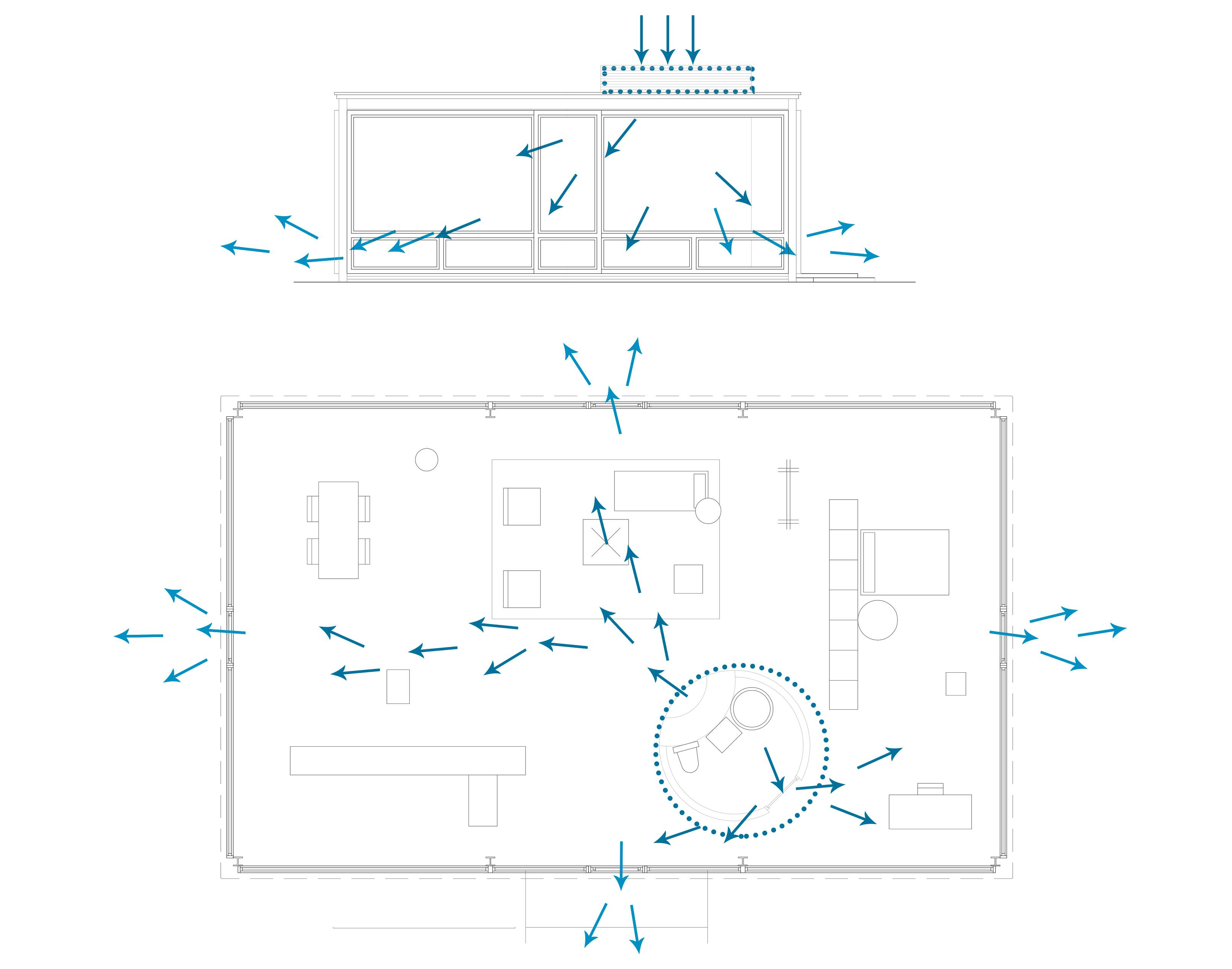
Esquema de la circulación del aire que impide que los vidrios se empañen

## Ventilación
Al diseñar la casa, Philip Johnson se encontró con ciertos problemas como cuando se empañan los vidrios por la condensación interior de la vivienda, que solucionó con una ventilación cruzada permanente, para la entrada y salida del aire.
Este problema se vio reflejado en el proyecto de la Casa Farnsworth de Ludwig Mies Van Der Rohe, que no contaba con tal método de ventilación y los vidrios de la casa se empañaban completamente.
Otra solución que desarrolló Johnson ante el problema de la ventilación fue mantener el núcleo rígido como una extracción de aire.

## Estructura y materiales
Así como el tronco es la estructura que define un árbol al mismo tiempo que le otorga estabilidad, el acero negro de los marcos, el cilindro de tabique rojo que contiene la chimenea y el baño es una parte importante dentro de la casa a nivel estructural. Las mayores descargas de la losa superior, y de posibles nevadas y lluvias sobre ella, convergen en este núcleo central de forma cilíndrica, que genera una buena distribución de las cargas hacia el suelo. Así, este se define como el único volumen dentro de la obra, ya que ancla la composición al piso, lo que provoca que el edificio se erija casi de manera natural sobre el terreno y a la vez este «tronco», como núcleo central, abarca todo lo que son las zonas más privadas: los baños y la chimenea, y también algunos estantes y repisas. Dado que el techo es opaco y no «existen» paredes —puesto que son transparentes— los visitantes o estudiantes de Philip Johnson reportaban que siempre tuvieron la sensación de estar debajo de un techo, pero nunca de encontrarse encerrados en un edificio. La transparencia del material permite que el paisaje existente sea prácticamente el elemento que construye la imagen interior de la casa, que va variando durante las estaciones del año y adquiere distintos matices durante el día.

## Mobiliario
Todo el mobiliario interior de la Casa de Cristal fue diseñado por Philip Johnson, a excepción del living, que tenía muebles creados por  Ludwig Mies van der Rohe. Tenía un estilo muy parecido a la Casa Farnsworth de Ludwig Mies van der Rohe, minimalista, de líneas simples. Nunca se utilizó más de un tono de colores para el mobiliario y siempre con la misma combinación de texturas. En el caso de los muebles del living, se utilizó un color de cuero café para dos sillones, una reposera y una banca. También destaca la utilización de vidrio en el interior para mesas y todo ello apoyado en marcos de acero flexible, tanto en sillones como en mesas.
La casa podía dividirse espacialmente, aun sin la presencia de muros, a través de las vistas hacia el exterior que producían diferentes sensaciones espaciales. La idea fue jerarquizar los espacios dependiendo de la potencialidad de las vistas que se generaban, por ejemplo el living fue ubicado en la vista más larga y amplia que existía en el terreno, la habitación con una vista directa a un sector frondoso, y así con los diferentes espacios.